# Liste der Baudenkmäler im Wuppertaler Wohnquartier Lichtenplatz
Die Liste der Baudenkmäler im Wuppertaler Wohnquartier Lichtenplatz enthält die denkmalgeschützten Bauwerke auf dem Gebiet von Wuppertal-Lichtenplatz in Nordrhein-Westfalen (Stand: November 2011). Diese Baudenkmäler sind in der Denkmalliste der Stadt Wuppertal eingetragen; Grundlage für die Aufnahme ist das Denkmalschutzgesetz Nordrhein-Westfalen (DSchG NRW).

## Auszug aus der Denkmalliste

### Eingetragene Baudenkmäler
| Bild           | Bezeichnung            | Lage                                               | Beschreibung                         | Bauzeit | Eingetragen seit | Denkmal- nummer |
| -------------- | ---------------------- | -------------------------------------------------- | ------------------------------------ | ------- | ---------------- | --------------- |
| weitere Bilder | Brunnen                | Lichtenplatz Adolf-Vorwerk-Straße Karte            |                                      |         | 13. Juni 1997    | D 4056          |
| weitere Bilder | Toilettenhäuschen      | Lichtenplatz Adolf-Vorwerk-Straße Karte            |                                      |         | 24. Februar 1997 | D 4040 Wikidata |
| weitere Bilder | Wohnhaus               | Lichtenplatz Adolf-Vorwerk-Straße 25 Karte         |                                      |         |                  | D 2249          |
| weitere Bilder | ehem. Gärtnerhaus      | Lichtenplatz Am Dausendbusch 14 Karte              | Eine D-Nummer mit Am Dausendbusch 16 |         | 29. Januar 2004  | D 1890          |
| weitere Bilder | Villa                  | Lichtenplatz Am Dausendbusch 16 Karte              | Eine D-Nummer mit Am Dausendbusch 14 |         | 29. Januar 2004  | D 1890          |
| weitere Bilder | Turm (Toelleturm)      | Lichtenplatz Hohenzollernstraße 33 Karte           |                                      |         | 26. April 1988   | D 1349          |
| weitere Bilder | Wohnhaus               | Lichtenplatz Obere Lichtenplatzer Straße 222 Karte |                                      |         | 5. Juli 1985     | D 529           |
| weitere Bilder | Wohnhaus Villa Fischer | Lichtenplatz Rudolf-Ziersch-Straße 3 Karte         |                                      |         | 29. August 1989  | D 1637          |
| weitere Bilder | Wohnhaus               | Lichtenplatz Wettinerstraße 8 Karte                |                                      |         | 8. Juli 1993     | D 3009          |